# Felix Arndt
Pour les articles homonymes, voir Arndt.
Felix Arndt était un pianiste et compositeur américain de musique ragtime. Il composa "Nola" en 1916, considéré comme le premier morceau de novelty piano au sein du genre ragtime. Un style complexe et destiné aux prouesses pianistiques.  Il décéda de la pandémie de la grippe de 1918 à seulement 29 ans, à New York.

## Biographie
Felix Arndt naquit le 20 mai 1889 à New York. Sa mère, Charlotte Harpeur Arndt était née en Espagne d'un père français et d'une mère espagnole en 1851. Elle est connue sous le nom de comtesse de Février, et aurait été liée à Napoléon III. Son père s'appelait Andreas W. Hugo Arndt, c'était un charpentier né en Suisse. Le couple s'était marié à Manhattan en 1888. Felix avait une sœur cadette, Charlotte A. Arndt (née en décembre 1890. Il fit ses études dans une école publique, et se mit à apprendre le piano seul dans un premier temps. Il prit par la suite une formation sur l'harmonie et la théorie musicale. Un de ses professeurs a été le pianiste Carl Lachmund, qui était un disciple de Franz Liszt.
Il fait publier une première valse en 1908 à 19 ans. En 1912, il rejoint les banjoistes Fred Van Eps et son frère Bill Van Eps pour former le "Van Eps Trio". Ils enregistrèrent ainsi de nombreux rags à partir de cette date, et jusqu'en 1917. À partir de l'année 1914, il se met à créer et faire imprimer des "piano rolls" ou rouleau de piano pneumatique en français. Arndt travailla pour "Duo-Art" et "QRS" et fit imprimer plus de 3000 rouleaux au total, jusqu'en 1919. Il s'occupa même de certaines partitions de Claude Debussy et d'autre musique classique. 
À la même époque, il compose "A Symphonic Nightmare - Desecration Rag #1", une pièce de ragtime complexe. Elle fut suivie par "From Soup to Nuts". Il rencontre début 1915 à New York, Nola B. Locke, une chanteuse professionnelle de l'Orchestre symphonique de Saint-Louis, et très bonne pianiste. Arndt tombe amoureux d'elle et lui dédie son morceau "Nola", un fabuleux ragtime qui demande de grandes prouesses pianistiques. C'est le premier exemple du style novelty qui apparait à partir de la publication de cette pièce. 
Nola et Félix se marièrent et ce dernier composa "An Operatic Nightmare - Desecration Rag #2" puis "Clover Club", un "fox trot" en 1916 et 1917.  Nola aida à leur réalisations, et fut créditée. En 1918 la pandémie de grippe espagnole frappa le monde, et New York fut particulièrement touchée. Arndt déjà touché par une pneumonie, fut atteint par cette grippe et mourut le 16 octobre. Il avait seulement 29 ans.

## Liste des compositions
1908
- 71st Regiment - Waltz

1911

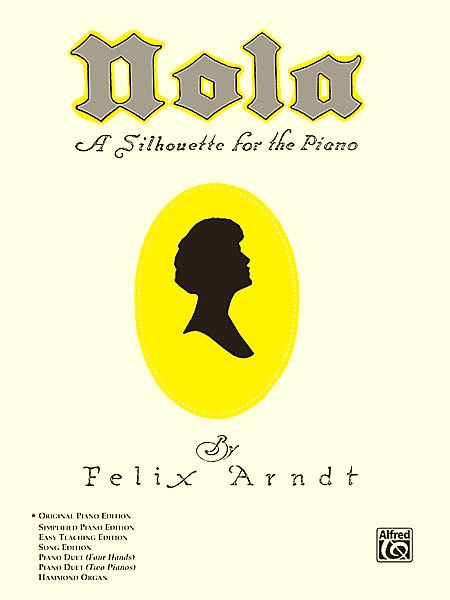
Nola, 1916

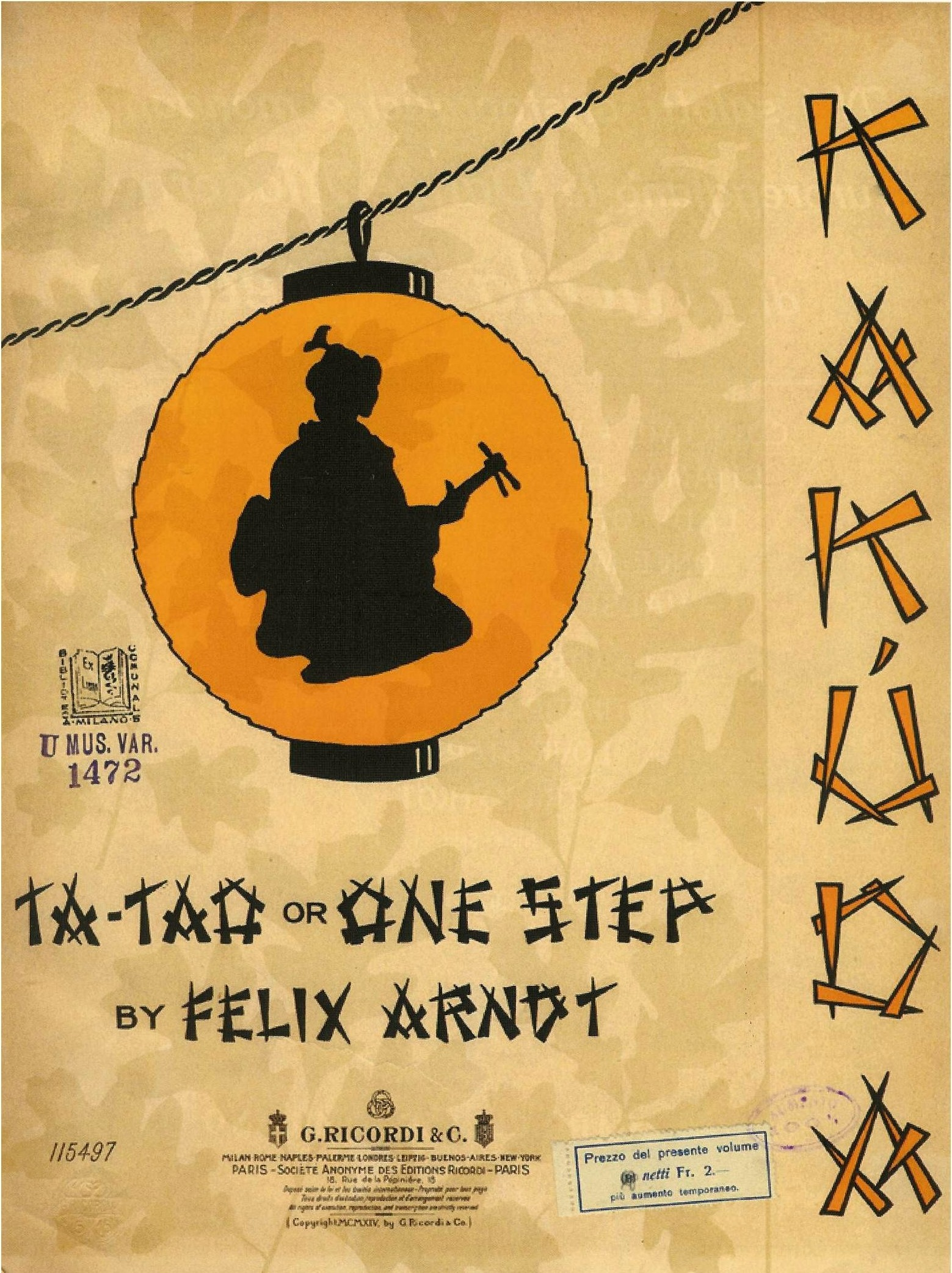
Kakúda, 1914

- As Long As the Band Will Play [avec Harold Atteridge]
- Snow Time [avec Bert Fitzgibbon]
- If That Ain't Love Wot Is? [avec Louis Weslyn]
- When Sunday Rolls Around [avec Louis Weslyn]
- Night Time [avec Louis Weslyn]

1913
- When You Know Why [avec Louis Weslyn]
- Ev'ry Rose Reminds Me of You [avec Louis Weslyn]

1914
- A Symphonic Nightmare - Desecration Rag #1
- From Soup to Nuts - Turkey Trot One Step
- Kakúda - One Step or Ta-tao

1915
- Toots - A Rag One Step

1916
- Nola - A Silhouette for the Piano
- An Operatic Nightmare - Desecration Rag #2

1917
- Marionette - For the Piano

1918
- Clover Club - A Fox Trot Classic
- In the Shade of the Mango Tree [avec Louis Weslyn]
- My Gal's Another Gal Like Galli-Curci [avec Louis Weslyn]

1922 (Posthume)
- Nola - Song [avec James F. Burns]